# Charles Meunier (cycliste)
Ne doit pas être confondu avec Édouard Meunier.
Pour les articles homonymes, voir Charles Meunier.
Charles Meunier, né le 18 juin 1903 à Gilly et mort le 17 février 1971 à Montignies-sur-Sambre, est un coureur cycliste belge. Professionnel de 1926 à 1933, il a remporté Paris-Roubaix en 1929.

## Biographie
Mineur dans le Hainaut, Charles Meunier devient cycliste en indépendant en 1922. Après quatre saisons, il devient professionnel en 1926.  Il remporte Anvers-Menin et se classe septième de Liège-Bastogne-Liège. Il est engagé par Peugeot-Dunlop en 1927. Huitième de Paris-Bruxelles, il participe pour la première fois à Paris-Roubaix, où il est 75e.
Il se révèle en prenant la troisième place du Paris-Roubaix 1928, battu au sprint par André Leducq et Georges Ronsse. Il est également quatrième du championnat de Belgique cette année-là. Il participe au Tour de France, dont il se retire après la quatrième étape. En 1929, il remporte Paris-Roubaix de manière inattendue. Arrivé au stade Amédée-Prouvost de Wattrelos, où est jugée l'arrivée, en compagnie de Georges Ronsse et Aimé Déolet, il profite de leur chute sur la piste cendrée du stade pour passer seul la ligne d'arrivée.
Il ne remporte pas d'autre course durant sa carrière. Celle-ci est écourtée par une douleur au genou et prend fin en 1933.

## Palmarès
- 1926
  - Anvers-Menin
  - 2e de Bruxelles-Liège
  - 3e du championnat de Belgique de cyclo-cross
- 1928
  - 3e de Paris-Roubaix
- 1929
  - Paris-Roubaix
  - 2e de Paris-Lille

## Résultats sur le Tour de France
- 1928 : abandon (5e étape)